# Skate punk
Se conoce como skate punk o skatecore a una serie de grupos y subestilos musicales basados en el punk rock, que han sido especialmente populares en los ambientes de la subcultura que rodea al deporte del skateboarding.
La mayoría de bandas skate punk son hardcore punk, incluyendo variantes como pop punk, hardcore melódico, straight edge, etc. Estas corrientes generan melodías rápidas, fuertes e intensas, algo que conectó con los practicantes del skateboarding.
El skateboarding, al igual que el surf del que es originario, siempre ha sido caldo de cultivo para subculturas y tendencias musicales y artísticas, como expresión de experiencias particulares que se viven en torno a esas actividades deportivas, los vínculos sociales que genera, y las filosofías que puedan surgir de ello. A menudo se suele asociar con estilos musicales fuertes, enérgicos e incluso agresivos, como complemento, expresión o estímulo para la práctica de la actividad deportiva y su sensación de flujo de adrenalina (entre estos estilos podemos nombrar también al punk rock, pop punk, hardcore punk, speed metal, rock, hip hop, drum'n'bass, grunge).
Algunas de las primeras bandas que pasaron a contarse como skate punk fueron: Big Boys, Teen Idles, Dirty Rotten Imbeciles, Minor Threat, Black Flag, 7 Seconds, The Faction, The Adolescents, Dead Kennedys, Suicidal Tendencies, Tales of Terror, etc., desde los 70 y 80; NOFX, The Descendents, The Offspring, Green Day, Pennywise, Burning Headsdesde finales de los 1980… Seguidas por muchas otras que se vieron aparecer con la explosión del punk rock a nivel mundial en los 1990, como una de las principales: Millencolin, Satanic Surfers, No fun at all, No Use for a Name, Raised Fist, Lagwagon, Pulley, Rancid, Good Riddance y 88 Fingers Louie. Y más tarde grupos como Rufio, Bigwig, MxPx, Dogwood, Lugnut, Pocket Changed, Sum 41, Rise Against, Yellowcard, SKIRMISH!, Anti-Flag, Reset, Goldfinger, Blink 182, y CKY.

## Historia
El movimiento punk y el mundo del skateboarding coincidieron en muchos lugares. La fusión de ambas tendencias fue especialmente evidente en California (Estados Unidos), de donde es originario este deporte y durante su surgimiento coincidió con la aparición de la Escena punk de California. Muchos jóvenes de los años 80 y 90 iban creando el espacio de lo que se convirtió en la subcultura del skate. Los ambientes musicales, conciertos, zines estaban próximos a las personas y lugares donde más se practicaba el skate, y ambos fueron desarrollándose como formas de vida de un modo más o menos paralelo o conjunto. 
La cultura skater siempre estuvo vinculada a corrientes underground de música y arte. Los skaters acudían a los conciertos o compraban los primeros discos de punk underground. Más tarde algunas revistas dedicadas al skate publicaban o regalaban discos de bandas de punk y hardcore punk u organizaban conciertos. En los vídeos dedicados al monopatín, editados por los fabricantes de material y ropa para skaters, frecuentemente aparecían músicas vanguardistas como banda sonora, entre las que se incluyen influencias de punk. Durante los 80 y 90, algunos vídeos estaban sonorizados, por completo o casi, con punk y hardcore: ejemplos de esto son "Troops of tomorrow" de Santa Cruz Skateboards y "Hot Batch" de Powell Peralta. 
Algunos músicos hardcore punk adoptaron en cierto modo el skate, y a veces el surf, como deporte oficial de la cultura hardcore, apareciendo la temática del monopatín en canciones, como "Skate and destroy" de Faction, el nombre de la banda Uncle Slam (Slam se utiliza para nombrar al stage diving en el punk, pero también significa caída o accidente practicando el skate. El nombre de la banda ironiza sobre el Tío Sam=Uncle Sam.). También aparecieron trabajos artísticos que representaban la fusión de ambas culturas, como dibujos de esqueletos realizando acrobacias sobre un monopatín, etc.
La relación entre el punk y el skate siempre ha sido especialmente estrecha, de tal modo que cierta parte de ambas subculturas se considera territorio común de las dos. Además de la música, algunos detalles que ejemplifican esto pueden ser:
- La estética de calaveras, peinados, cadenas, ropa ajada, símbolos anarquistas, etc., típicos del punk.
- El lema "skate and destroy", popularizado por la revista Thrasher.
- La idea de pertenencia a una tendencia marginal o transgresora de los roles sociales y urbanísticos. 
  - El skate ha sido ilegalizado en muchos sitios por suponer peligro al tráfico público, destrucción del mobiliario urbano, o allanamiento de la propiedad privada -en la búsqueda de piscinas vacías para utilizarlas como rampas de patinaje (ver skateboarding).Estas situaciones aparecen ilustradas en películas como "Al filo del abismo" protagonizada por algunos skaters de Powell Peralta. La banda californiana Pennywise realizó en el 96 un videoclip para su tema "Same Old Story" en el que se describen todas estas situaciones y la sensación de una cultura juvenil incomprendida por los padres.

A mediados de los 1980 la banda Bad Religion editó el disco "Suffer" que representaría la inauguración de un nuevo estilo: el hardcore melódico. Su siguiente disco "No Control" fue la consolidación del género, y la revista de skateboarding norteamericana Thrasher lo eligió como regalo a los subscriptores, convirtiéndolo en una de las piedras angulares del skate punk. 
Imitando el estilo de Bad Religion, aparecieron numerosas bandas californianas. En aquel momento, ser skater o surfer y aficionado al punk en California ya era una nueva subcultura.
Los estilos melódicos de las bandas de punk californiano se convirtieron en un género profusamente imitado mundialmente, por grupos dentro y fuera del mundillo skater, dando lugar al género.